# Pintia
Pintia es el nombre de una antigua ciudad vaccea, situada en la pedanía de Padilla de Duero (Peñafiel), en la actual provincia de Valladolid. En 1993 fue declarado Bien de Interés Cultural como zona arqueológica.

## Historia
Los vacceos fueron un pueblo que se asentó en el centro del valle del Duero y en el curso bajo del Pisuerga, en una zona que englobaría la actual provincia de Valladolid y partes de las de León, Palencia, Burgos, Segovia, Ávila, Salamanca y Zamora.

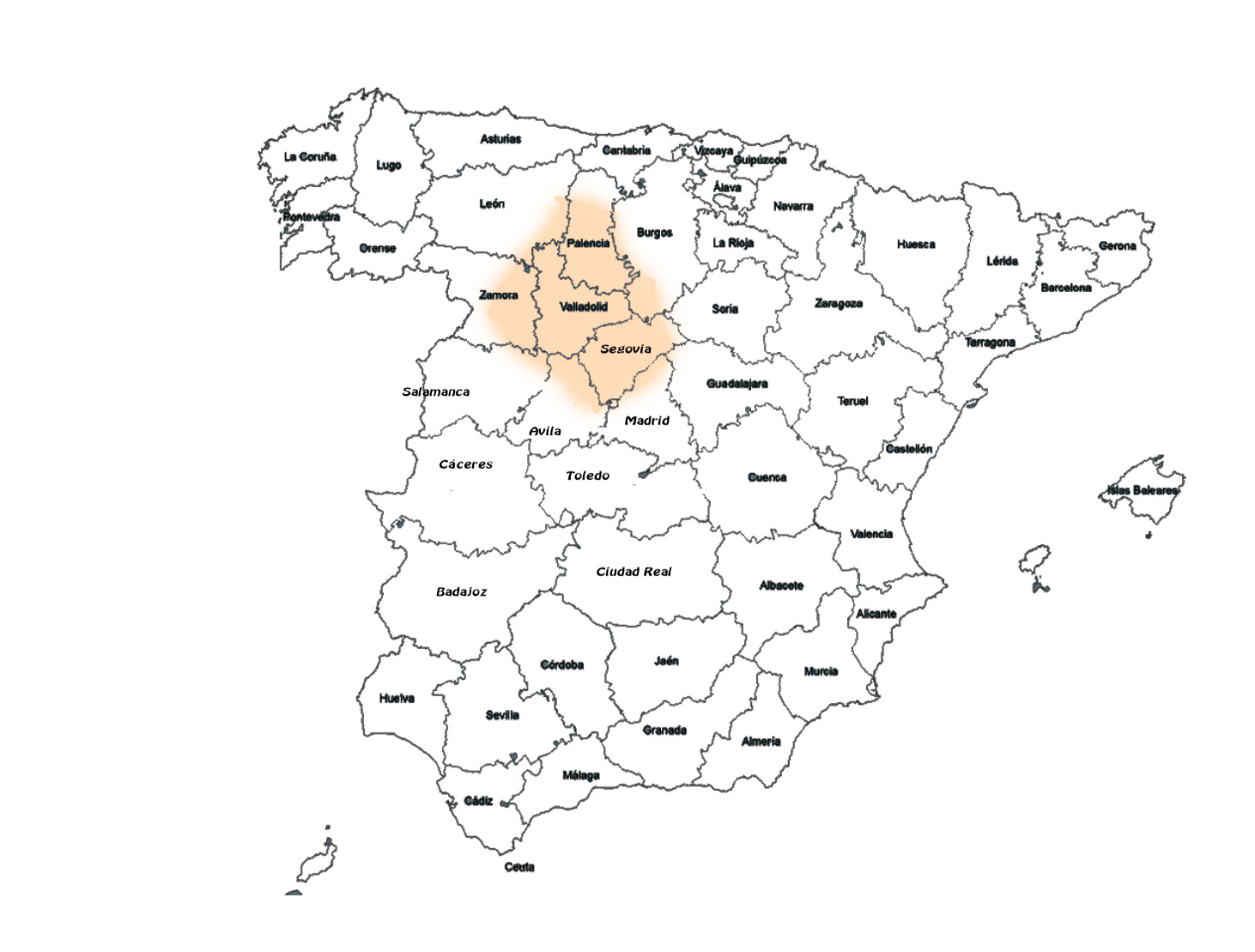
Territorio aproximado de influencia de los vacceos en época prerromana.

Los vacceos eran un pueblo celta proveniente del norte de Europa que llegó en diversas oleadas a esta zona. Fundaron varias ciudades (Pallantia, Pintia) que tenían un gobierno autónomo hasta ser casi ciudades-estado, pero sin perder las relaciones con las ciudades hermanas de su entorno. Hasta tal punto era el hermanamiento de las ciudades, que los vacceos ayudaron a los arévacos de Numancia durante el asedio a que fueron sometidos por los romanos. Precisamente por esta ayuda, los invasores romanos atacaron las ciudades vacceas tras someter Numancia. Al cabo de los años Pintia acabaría por ser romanizada.
Durante años, se pensó que Valladolid era la antigua Pintia. En el Siglo de Oro, era frecuente usar "pinciano" para designar a un vallisoletano.
Sin embargo, ni las distancias viarias ni la arqueología de la propia ciudad permiten esta identificación. Las excavaciones arqueológicas que se vienen realizando en Padilla de Duero han descubierto un importante núcleo de población que ha sido identificado como su posible emplazamiento.
En enero de 2024 el yacimiento sufrió graves daños en parte de su extensión ya que se cavó una zanja para instalar una tubería de regadío.

## Descripción

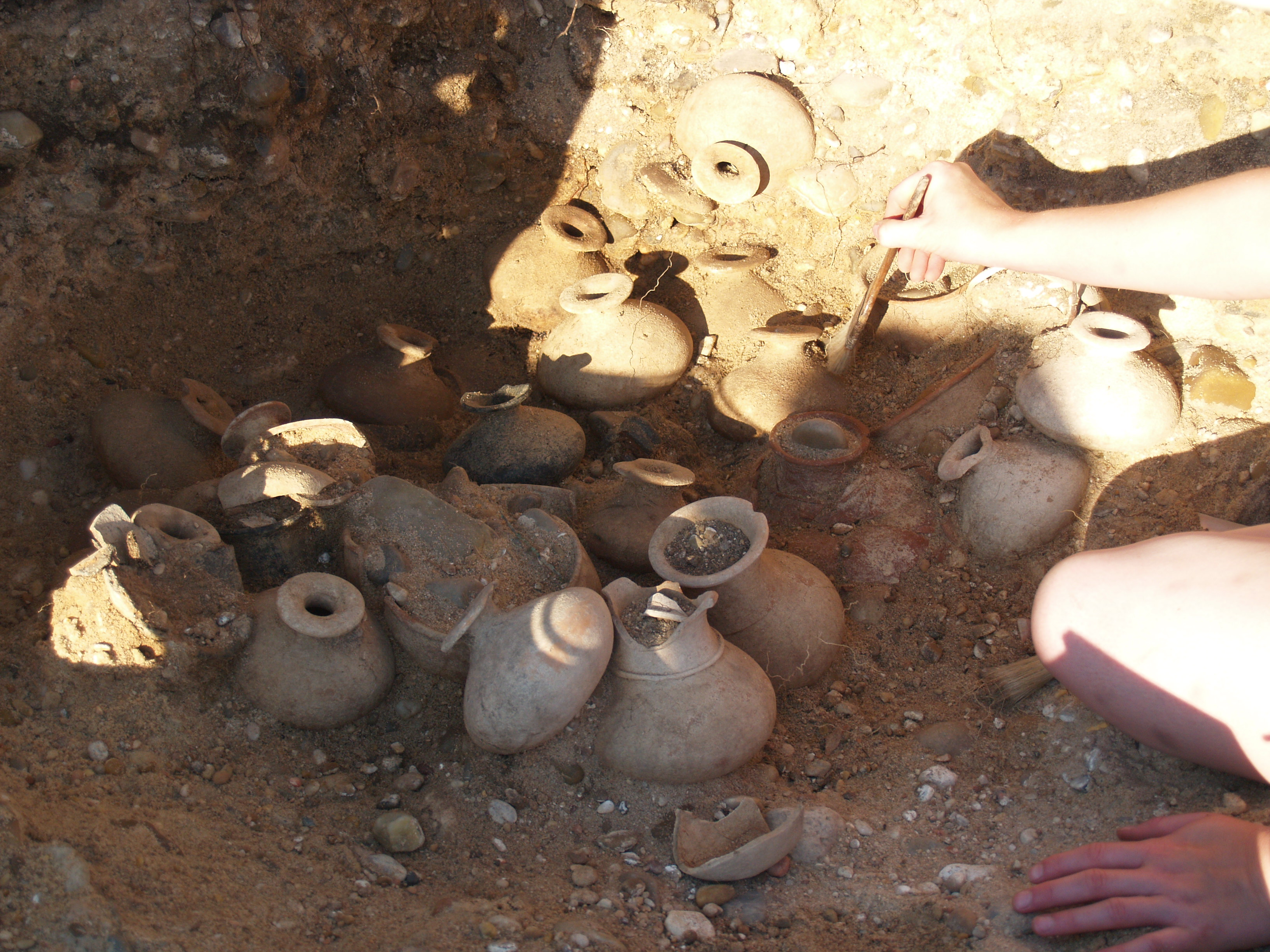
Excavación de una de las tumbas de la necrópolis de "Las Ruedas".

La zona arqueológica consta de tres partes diferenciadas: La ciudad en el pago de "Las Quintanas", el lugar de enterramiento o necrópolis de "Las Ruedas" y el barrio alfarero de "Carralaceña".
- En "Las Quintanas" se ha descubierto que la ciudad fue destruida por un incendio. Posteriormente los visigodos de la zona instalaron su necrópolis sobre la antigua ciudad vacceo-romana.
- En la necrópolis de "Las Ruedas" se han encontrado ricos ajuares de guerreros, mujeres, niños...
- Por otro lado, ya en el término de la cercana localidad de Pesquera de Duero se encuentra el barrio artesano de "Carralaceña", situado al otro lado del río Duero, para evitar que por un accidente sobrevenido durante el proceso de cocción de la cerámica, el fuego se pudiera propagar al núcleo de población principal. Este barrio alfarero, unido a Pintia por un vado en el río Duero, contaba además con su propia necrópolis o lugar de enterramiento. Los hornos encontrados aquí son únicos en Europa, por sus dimensiones y cronología, pero no se pueden visitar porque la Junta de Castilla Y León no consideró rentable su restauración y puesta en valor.

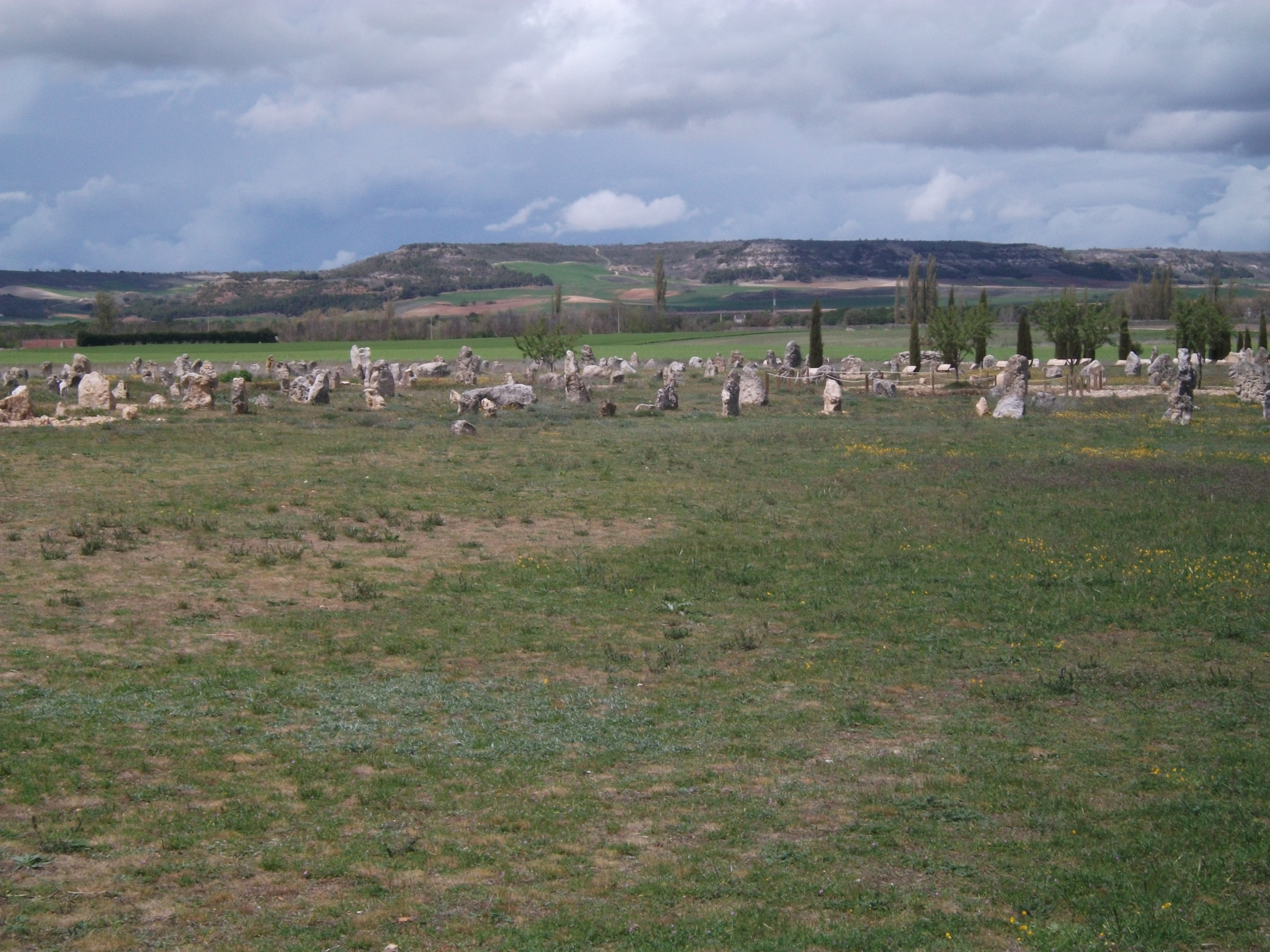
Necrópolis de Las Ruedas

La permisividad institucional y la falta de apoyo a los proyectos de excavación ha supuesto la destrucción parcial del poblado con la plantación de viñedos.
La Universidad de Valladolid se encarga actualmente de la recuperación del poblado y de su estudio. Parte del material exhumado se puede contemplar en el Museo de Valladolid.

## Conservación
A pesar de su incuestionable valor, el yacimiento cuenta con escasa financiación, lo que lleva a daños y pérdida progresiva de restos arqueológicos. En enero de 2024, se destruyeron más de 200 metros lineales del yacimiento para la construcción de un canal de regadío.